# Восточный посёлок
Восточный посёлок (чув. Хĕвелтухăç посёлокĕ) — микрорайон (посёлок сельского типа) в восточной части города Чебоксары. Микрорайон относится к Калининскому району города.
В микрорайоне семь улиц. Центральной улицей является улица Восточный посёлок, на территории которой расположены основные объекты социально-бытового обслуживания жителей микрорайона. Данная улица застроена многоквартирными домами различной этажности. Прочие улицы микрорайона застроены домами частной постройки (часть из которых относится к городской трущобной застройке). В западной черте микрорайона — бывшая деревня Гремячево.
Код ОКАТО: 97401000000.

## Географическое положение
Расположено на северной стороне от Марпосадского шоссе — дороги, ведущей в город Новочебоксарск. Западная граница микрорайона проходит по Гремячевскому проезду. На севере — река Волга. На востоке — площадь с очистными сооружениями города (Комбинат «Буревестник») и сельскохозяйственное поле, ранее бывшее территорией Синьяльского сельского поселения.
Ещё с советских времен до весны 2010 года на восточной окраине поселка был КПП ГИБДД. Капитальное здания поста не убрано.
На юго-востоке микрорайона, через дорогу — авторынок «Эверест», на юге — здания Чебоксарского завода промышленных тракторов.
На севере — детский оздоровительный лагерь «Бригантина» (бывший пионерский лагерь). На территории посёлка также расположен детский оздоровительный лагерь «Чапаевец».
Восточный посёлок включает коллективные огородные товарищества «Восточный» и «Текстильмаш», а также земельные участки КСХП им. И. Г. Кадыкова у деревни Гремячево, и выходит к северной границе на фарватер Чебоксарского водохранилища.

## Этимология
Название микрорайона связано с его территориальной принадлежностью: посёлок расположен в восточной части города Чебоксары.

## История
8 июля 1941 года — распоряжение Государственного Комитета обороны № ГКО-64сс «О плане строительства нефтеемкостей».
14 июля 1941 года — приказ Управления Государственных материальных резервов № 94-сс «О строительстве базы № 308».
1 августа 1941 года — решение Совета Народных комиссаров СССР № 4385-сс.
9 августа 1941 года — решение Совета Народных комиссаров СССР № 60-9692 от 09 августа 1941 года «О выделении земельного участка с площадью 45,7 га у деревни Аникеево».
24 августа 1941 год — на полях колхоза «Заря» Кочаковского сельского совета Чебоксарского района заложены первые фундаменты и стены нефтебазы № 308. Началось строительство предприятия.
1942 год — построены первые 13 резервуаров и технологическое оборудование, которые эвакуированы с базы г. Калинино.
1942—1949 гг. — строилась жилая зона — деревянные дощатые бараки.
1947 год — открылся детский сад.
1949 год — начали работать почтовое отделение и здравпункт. Построены два 4-х квартирных рубленных деревянных дома — № 21, 22.
1951 год — первое озеленение посёлка силами самих жильцов.
1952—1956 годы — первая реконструкция нефтебазы № 308, строительство столовой и административного здания базы, школы, магазина.
1953 год — открыта школа на основе начальной школы д. Гремячево.
1952—1953 год — построено здание клуба.
1952—1954 год — строительство детского сада (сейчас детский сад № 21, отдельное кирпичное здание).
14 июня 1954 года — посёлок перешёл в состав Соляновского сельского совета Чебоксарского района.
1954—1955 гг. — построены жилые кирпичные дома № 2, 3, 4.
1955 год — построена водонапорная башня, пробурена артезианская скважина, выстроен водоем для питьевой воды, проведено паровое отопление, водопровод с дворовыми водонаборными колонками. Почтовое отделение и здравпункт переселены из барака в 4-квартирные дома.
1952—1956 год — построены кирпичные дома № 6, 7.
1957 год — сдан в эксплуатацию дом № 11.
1959 год — силами жильцов построена кирпичная баня с двумя отделениями.
1958—1961 гг. — строительство дома № 8 и детского сада.
1962 год — сдан в эксплуатацию дом № 18.
1964 год — сдан в эксплуатацию дом № 19.
11 июля 1966 год — нефтебазе № 308 присвоено наименование комбината «Буревестник».
1968 год — сдан в эксплуатацию дом № 20, снесены дома № 14, 15 (бывшие бараки были на месте школьного стадиона).
1970 год — сдан в эксплуатацию дом № 10 с продовольственным магазином.
1971 год — снесен дом № 18 (бывший барак, был рядом с домом № 18).
1972 год — напротив посёлка начал строиться Чебоксарский завод промышленных тракторов (ОАО «Промтрактор»)
27 июня 1974 года — посёлок вошёл в состав Калининского райсовета г. Чебоксары.
1977—1978 гг. — переселены жители домов № 2, 3 в связи с вхождением в санитарно-защитную зону.
1981 год — строительство троллейбусной линии от Маштехникума до Восточного поселка, вокруг завода промтракторов. Пуск маршрута № 8.
1981—1985 годы — вторая реконструкция комбината «Буревестник».
1982 год — переселены жители дома № 4 в связи с вхождением в санитарно-защитную зону.
1982—1984 гг. — построены хозяйственные сараи, свинарники, гаражи и спортивная площадка за школой № 25.
1983 год — снесены дома № 21, 22. Переселены жители дома № 6 в связи с вхождением в санитарно-защитную зону.
1985 год — переселены жители дома № 7 в связи с вхождением в санитарно-защитную зону.
1991 год — закрыта баня.

## Социально-бытовое обслуживание
Большинство объектов социально-бытового обслуживания жителей посёлка расположены на улице Восточный посёлок: предприятие торговли — магазин «Прибрежный»(закрыт), дом культуры (клуб)(закрыт, снесён), библиотека, детский сад, нотариальная контора(переехала). Медицинское обслуживание жителей посёлка обеспечивает офис врача общей практики.
Дома частной застройки отапливаются печами. Во дворах некоторых домов — бани (особенно в черте бывшей деревни Гремячево).
Электроснабжение осуществляется от системы предприятия «Чувашэнерго».
Жители поселка имеют возможность проводить спортивные мероприятия, имеется спортивная площадка для игры в футбол, волейбол и баскетбол.

## Связь
В посёлке расположено отделение почтовой связи ФГУП «Почта России» № 11 города Чебоксары, обслуживающей жителей посёлка.

## Образование
До лета 2008 года в посёлке существовала школа № 25 города Чебоксары, построенная в 1953 году.
Школа была закрыта по причинам «пожилого возраста» здания и нехватки учащихся. На момент закрытия в школе насчитывалось около 100 учеников, что равно примерно половине того количества, на которое было рассчитано здание школы.
Против закрытия школы и введения здания в коммерческий оборот в 2000-х годах выступили жители посёлка, написавшие письмо на имя главы администрации города и председателя Чебоксарского горсобрания депутатов. Жители просили создать в этом здании школу и детский сад. В поддержку этих требований был проведен митинг у школьного крыльца.
Накануне 2007 года в школе побывал российский писатель Дмитрий Емец.
До 1990-х годов на территории посёлка существовал клуб, в котором показывали кино и устраивали танцы. Позже здание клуба заняли офисы коммерческих организаций и торговые точки. Был детский сад № 18, в здании которого с 1990-х также расположены офисы фирм.
В настоящее время (2017 г.) в посёлке действует детский сад № 21, открытый в 1954 году.

## Улицы посёлка
Посёлок включает в себя улицы:
- ул. Восточная (Восточный посёлок)
- ул. Аникеевская (бывшая деревня Аникеево)
- ул. Путепроводная
- ул. II Путепроводная
- ул. Гремячевская (бывшая деревня Гремячево)
- ул. Привосточная
- ул. 2-я Привосточная

## Экономика
ФГУП Комбинат "Буревестник"
Государственное унитарное предприятие «Сортсемовощ» (переехало)

## Социальные особенности
Микрорайон в части незаконной застройки прочно ассоциируется с низким качеством жизни и сравнивается с трущобами. В обиходной речи чебоксарцев микрорайон часто пренебрежительно называется «Шанхай», а «трущобная» часть посёлка ассоциируется с «лихими людьми» и собаками, «свободно гуляющих возле засыпушек». Так, при переписи населения в 2006 году переписчики ходили в сопровождении милицейской охраны.
В одном из своих выступлений 1-й Президент Чувашской Республики Н. В. Фёдоров упомянул микрорайон в следующем контексте: «…даже в странах Европы тунеядцев гораздо больше, чем у нас. Даже в Страсбурге, где находится Европейский суд по правам человека, такой Шанхай. У нас на Восточном посёлке есть так называемый Шанхай, но там хоть дома есть. А в пригороде Страсбурга в ящиках сотни семей живут, на каждом шагу попрошайки.»

## Транспорт
К центру города Чебоксары от микрорайона ведет Марпосадское шоссе. По этой же дороге — в Новочебоксарск.
По посёлку проложена железная дорога, используемая в промышленных целях.
Дороги по улице Восточный посёлок — с твердым покрытием. Дороги по иным улицам посёлка — грунтовые.
Троллейбусное и автобусное сообщение микрорайона неразрывно связаны с транспортной системой города Чебоксары и междугородним транспортным сообщением между Чебоксарами и Новочебоксарском. С начала 2008 учебного года для перевозки обучающихся из посёлка до школ города Чебоксары был открыт прямой маршрут автобуса.

## Люди, связанные с посёлком
- Герасимов, Иван Николаевич родился в Аникеево.